# Ведза Повшехна
Ведза Повшехна (пол. Wiedza Powszechna) — книжное издательство в Варшаве, выпускающее двуязычные словари и учебники иностранных языков, словари польского языка, учебники польского языка для иностранцев и разговорники, а также энциклопедические словари и научно-популярные книги по различным отраслям знания. В 1970—1985 гг. выпускало научно-популярный ежегодник «Czlowiek i nauka», польский аналог выпускавшегося в СССР ежегодника «Наука и человечество». Фактическим основателем издательства, начавшего свою деятельность в 1947 году, был Станислав Тазбир (пол. Stanisław Tazbir; 1892-1978). 1 апреля 2007 года предприятие преобразовано в общество с ограниченной ответственностью.

## Вышедшие в издательстве учебники польского языка для русскоязычных
- Stanislaw Karolak, Danuta Wasilewska. Учебник польского языка. (В комплекте с виниловой пластинкой) / Рецензенты: канд. филологических наук, старший преподаватель кафедры славянских языков МГУ А.С.Посвянская, Mgr Barbara Bartnicka-Dąmrowska, Mgr Janina Dembrowska. — 2-е изд.. — Варшава: Ведза Повшехна, 1967. — 570 с. — 20 000+100 экз.
  - Stanislaw Karolak, Danuta Wasilewska. Учебник польского языка. (В комплекте с виниловой пластинкой) / Рецензенты: канд. филологических наук, старший преподаватель кафедры славянских языков МГУ А.С.Посвянская, Mgr Barbara Bartnicka-Dąbkowska, Mgr Janina Dembowska. — Изд. стереотипное. — Варшава: Ведза Повшехна, 1976. — 568 с. — 50 000 экз.
  - Переиздание учебника в России:
Василевская Д., Кароляк Ст. Учебник польского языка. — СПб.: Лань, 2001. — С. 576. — (Учебники для вузов. Специальная литература). — 7000 экз.
Василевская Д., Кароляк Ст. Польский язык. Учебник. — М.: Астра-Плюс, 2003. — С. 566. — 10 000 экз. — ISBN 5-7459-0057.
- Karolak, Stanisław; Wasilewska, Danuta. Мы говорим и читаем по-польски. В 3-х тт. / Текст учебника утверждён издательством «Русский язык» в Москве. — Варшава: Ведза Повшехна, 1986. — 30 000+200 экз. — ISBN 83-214-0493-6.
- Мы учим польский: Начальный курс. В 2-х тт. + 3 кассеты/2 CD[1] = Wersja podręcznika „Uczymy się polskiego” dla odbiorcy rosyjskojęzycznego. / Barbara Bartnicka; Wojcech Jekiel; Marian Jurkowski; Tatiana Tichomirowa; Danuta Wasilewska; Krzystof Wrocławski. Русский вариант: Татьяна Тихомирова. — 3-е изд.. — Warszawa: Wiedza Powszechna; Polskie Nagrania, 2006. — ISBN 978-83-214-1107-1.